# Charles Bisson
Pour les articles homonymes, voir Bisson.
Charles Bisson est un peintre, aquarelliste et graveur français né en 1888 à Paris et mort en 1960 à Créteil. C'est à la lecture des œuvres de Léon Bloy qu'il se convertit et devient peintre de sujets religieux. Après s'être fait connaître par son trait dur et peu académique dans ses œuvres religieuses, il expérimente à la fin de sa vie la peinture de paysage.

## Biographie
Charles Isidore Victor Bisson est né à Paris, place des Vosges, le 27 avril 1888,. C'est à l'âge de douze ans qu'il visite pour la première fois le musée du Louvre et déjà, il formule l'idée de devenir peintre.
Il commence sa carrière comme dessinateur industriel dans une maison de meubles au faubourg Saint-Antoine et à l'âge de vingt ans, il découvre les livres de Léon Bloy,. C'est au contact de ces lectures qu'il se convertit cette même année et entreprend de peindre sur son temps libre ces compositions de scènes religieuses. Mais le cumul de son activité de dessinateur industriel avec celle de peintre religieux l'épuise et, alors qu'il se remet de la maladie, il décide d'abandonner le dessin industriel pour se consacrer pleinement à l'art religieux.
En 1916, Léon Bloy voit les premières enluminures de Bisson et dit « Ce jeune homme est extrêmement intéressant et paraît doué supérieurement. Quelques-unes de ses compositions son extraordinaires. Rien en lui de l'École, mais une âme pleine de Dieu et des trouvailles de Primitif en extase. Nous sommes tous fortement impressionnés ». L'écrivain, affaibli par la maladie, invite fréquemment le peintre chez lui à Bourg-la-Reine ainsi que d'autres artistes tels que Léon Bonhomme ou Georges Rouault, anciens élèves de Gustave Moreau,. Rouault tenait d'ailleurs Bisson en grande estime.

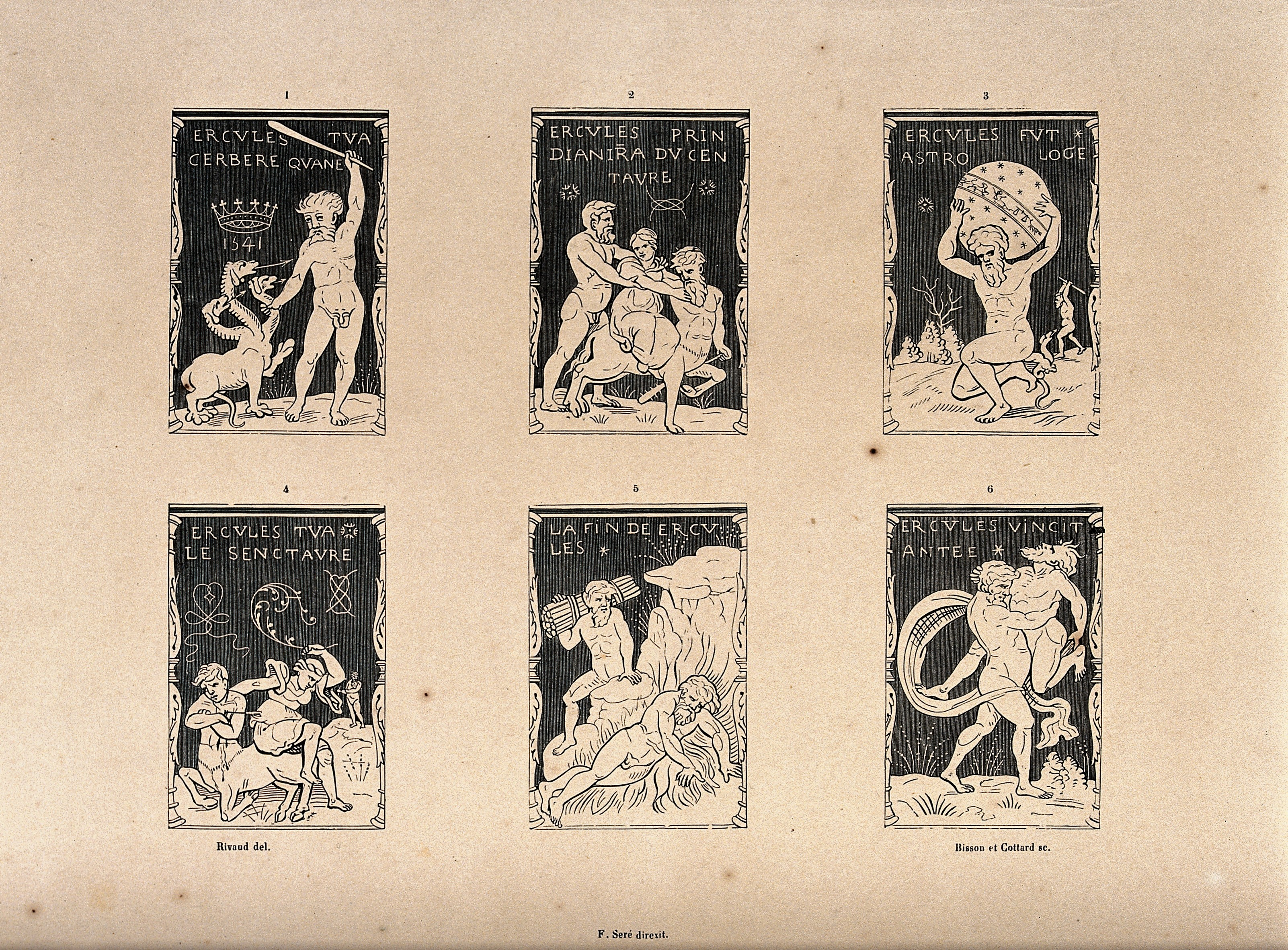
Hercules, série de six gravures sur bois (Wellcome Collection).

Après-guerre, il mêle dans son travail la gouache, l'aquarelle, la sépia et le peinture à l'huile et présente ses œuvres au Salon d'Automne. Les œuvres qu'il présente aux Salons traitent de sujets religieux avec Jésus après la flagellation en 1920 (peinture), Annonciation et Christ au Mont des oliviers en 1922 ainsi que Christ au jardin des oliviers, une grande toile très remarquée en 1926.
En plus d'être peintre, Bisson est graveur sur bois et illustrateur, il s'y fait remarquer dès le Salon d'Automne de 1920 avec son Chemin de Croix exécuté au canif, ce qui lui donne une certaine âpreté dans le rendu. En 1925, il entreprend l'illustration de La femme pauvre de Léon Bloy avec au total quarante-sept sépias interprétés par Georges Beltrand,. En 1926, il se prend de passion pour le paysage lors d'un été passé à Saint-Michel-en-Grève et en rapporte toute une série d'aquarelles, de dessins et de sépias qui furent admirées par Maurice Denis.
Il meurt à Créteil le 4 novembre 1960.